# Banie Mazurskie (plaats)
Banie Mazurskie (Duits: Benkheim) is een dorp in het Poolse woiwodschap Ermland-Mazurië, in het district Gołdapski. De plaats maakt deel uit van de gemeente Banie Mazurskie en telt 1500 inwoners.

## Verkeer en vervoer
- Station Banie Mazurskie